# Pristimantis conspicillatus
Espèce
Synonymes
- Hylodes conspicillatus Günther, 1858
- Eleutherodactylus conspicillatus (Günther, 1858)

Statut de conservation UICN

 LC  : Préoccupation mineure
Pristimantis conspicillatus est une espèce d'amphibiens de la famille des Craugastoridae.

## Répartition
Cette espèce se rencontre jusqu'à 600 m d'altitude dans le haut bassin amazonien :
- dans l'ouest du Brésil ;
- dans le sud de la Colombie ;
- dans l'est de l'Équateur ;
- dans les régions de Loreto et d'Ucayali au Pérou.

## Publication originale
- Günther, 1858 : Neue Batrachier in der Sammlung des Britischen Museums. Archiv für Naturgeschichte, vol. 24, no 1, p. 319-328 (texte intégral).